# Каїка жовтощокий
Ка́їка жовтощокий (Pyrilia barrabandi) — вид папугоподібних птахів родини папугових (Psittacidae). Мешкає в Амазонії. Вид названий на честь французького ілюстратора Жака Баррабана.

## Опис

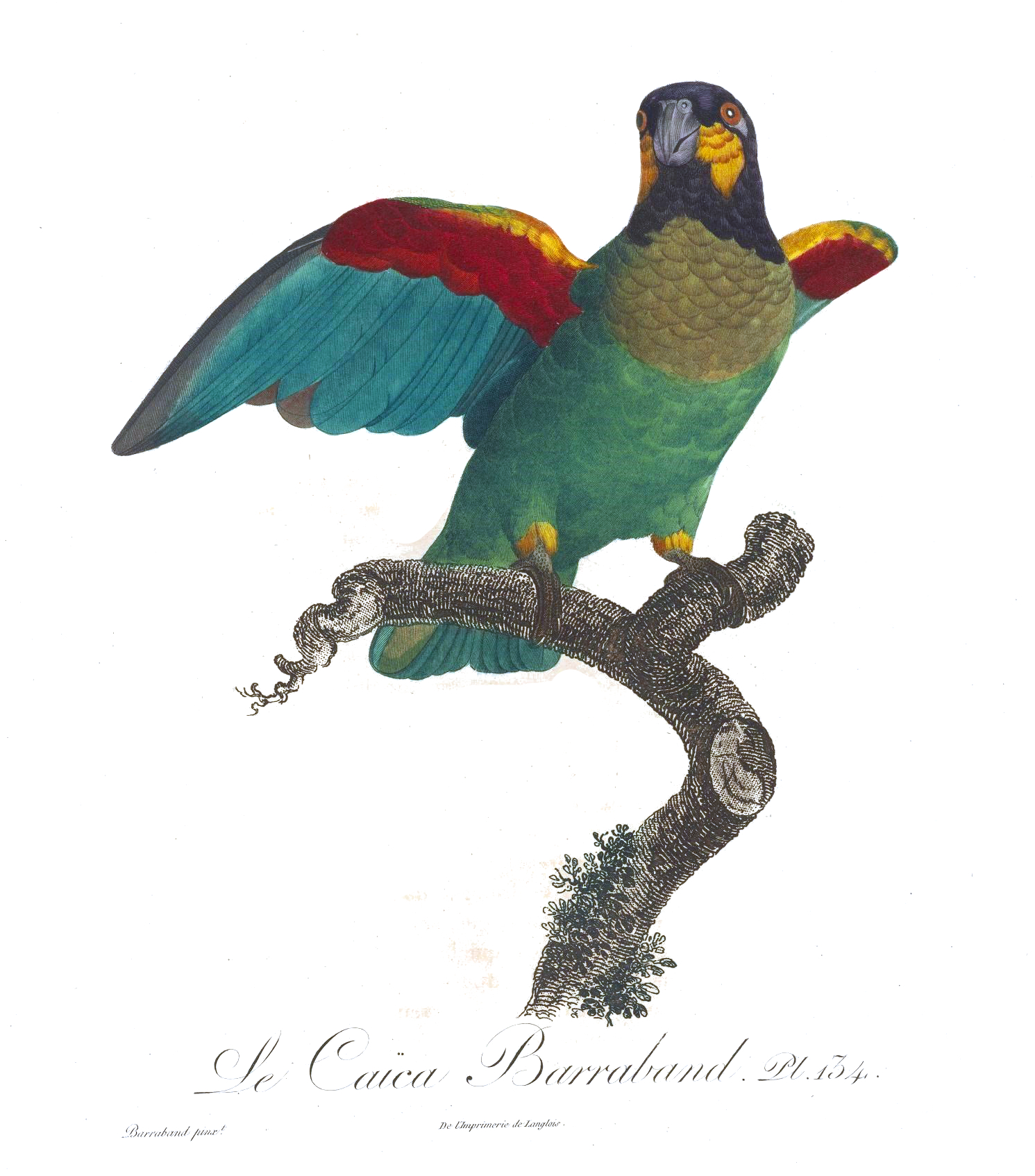
Жовтощокий каїка

Довжина птаха становить 25 см, вага 165—190 г. Забарвлення переважно зелене. Голова чорна, на щоках жовті плями, горло і верхня частина грудей жовтувато-оранжеві. Стегна жовті, плечі і другорядні покривні пера крил жовті або оранжеві, нижні покривні пера крил оранжеві або червоні. Махові пера і кінчики стернових пер сині. Навколо очей плями голої білої шкіри, очі оранжеві, дзьоб сірий або чорний. У представників підвиду P. b. aurantiigena щоки і плями на крилах темно-оранжеві, стегна зелені. У молодих птахів тім'я коричневе, лоб, потилиця, шия і підборіддя оливкові, пера на них мають коричневі краї. На крилах жовтувато-зелені плями, нижні покривні пера крил червоні.

## Підвиди
Виділяють два підвиди:
- P. b. barrabandi (Kuhl, 1820) — південно-західна Колумбія, Південна Венесуела і північний захід Бразильської Амазонії (на південь від Амазонки);
- P. b. aurantiigena (Gyldenstolpe, 1951) — схід Еквадору і Перу, північ Болівії і захід Бразильської Амазонії (на південь від Амазонки).

## Поширення і екологія
Жовтощокі каїки мешкають в Колумбії, Венесуелі, Еквадорі, Перу, Болівії і Бразилії. Вони живуть в амазонській сельві і варзейських лісах (тропічних лісах у заплавах Амазонки і її притоків). Зустрічаються поодинці, парами або невеликими зграйками до 10 птахів, на висоті до 500 м над рівнем моря. Живляться насінням, плодами і личинками.